# Mesembriornithinae
De Mesembriornithinae zijn een onderfamilie van de familie van de uitgestorven schrikvogels (Phorusrhacidae). De onderfamilie bestaat uit slechts één enkel geslacht: Mesembriornis. De Mesembriornithinae waren, met Mesembriornis die tot twee miljoen jaar geleden leefde, bij de meest recente schrikvogels.

## Geschiedenis
De onderfamilie werd in 1932 door Kraglievich voor het eerst beschreven als de familie Mesembriornithidae (gespeld als 'Mesembriorniidae'). In 2003 veranderden Alvarenga en Höfling bij hun systematische herziening van de familie Phorusrhacidae de taxonomische status van familie naar onderfamilie, en plaatsten die in de familie der schrikvogels. De familiegroepnamen die gebaseerd waren op namen die naar het oordeel van Alvarenga en Höfling jongere synoniemen van Mesembriornis zijn: Hermosiornidae Rovereto, 1914 (gebaseerd op Hermosiornis Rovereto, 1914) en Prophororhacinae Brodkorb, 1967 (gebaseerd op Prophororhacus Rovereto, 1914) werden naar de synonymie verwezen.

## Kenmerken

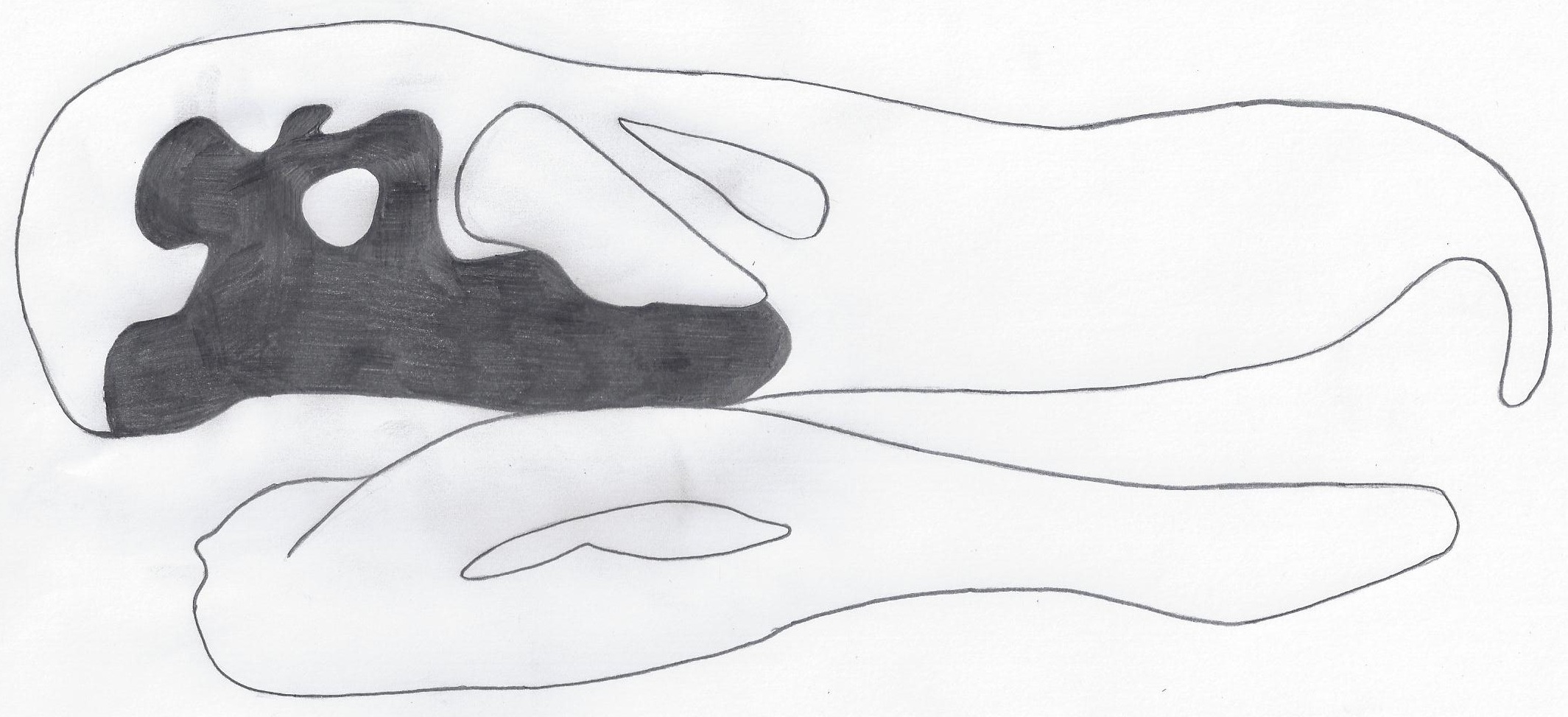
schets van de schedel van Mesembriornis

De onderfamilie bestaat uit de slankste schrikvogels. De tarsometatarsus heeft een lengte van 80 tot 85% van die van de tibiotarsus. De middelste trochlea (een 'knokkel' van de tarsometatarsus) is distaal gespreid en bereikt een breedte gelijk aan of groter dan de smalste dwarse diameter van de diafyse (het smalle deel van een bot).